# كيهان كلهر
كيهان كلهر (ولادة عام 1963 في كرمانشاه، إيران) ملحن وموسیقار كردي إيراني وتعتبر كمنجة الآلة الموسيقية الرئيسة بالنسبة له ولكنه أيضا بجانبها يعزف بالطنبور وسه تار وشاه كمان.

## معرض الصور

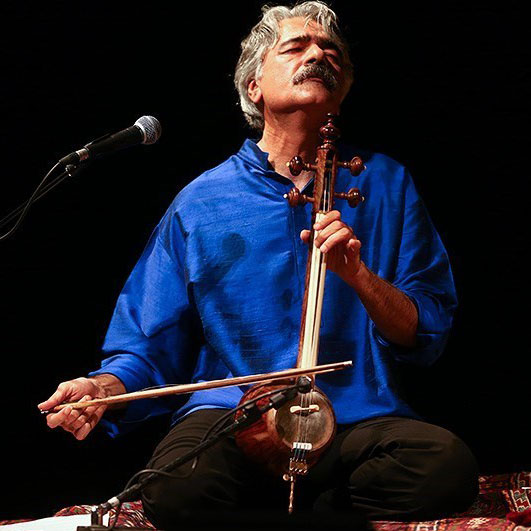
كيهان كلهر في حفلة موسيقة عام 2016 "بقاعة وحدت" في طهران.
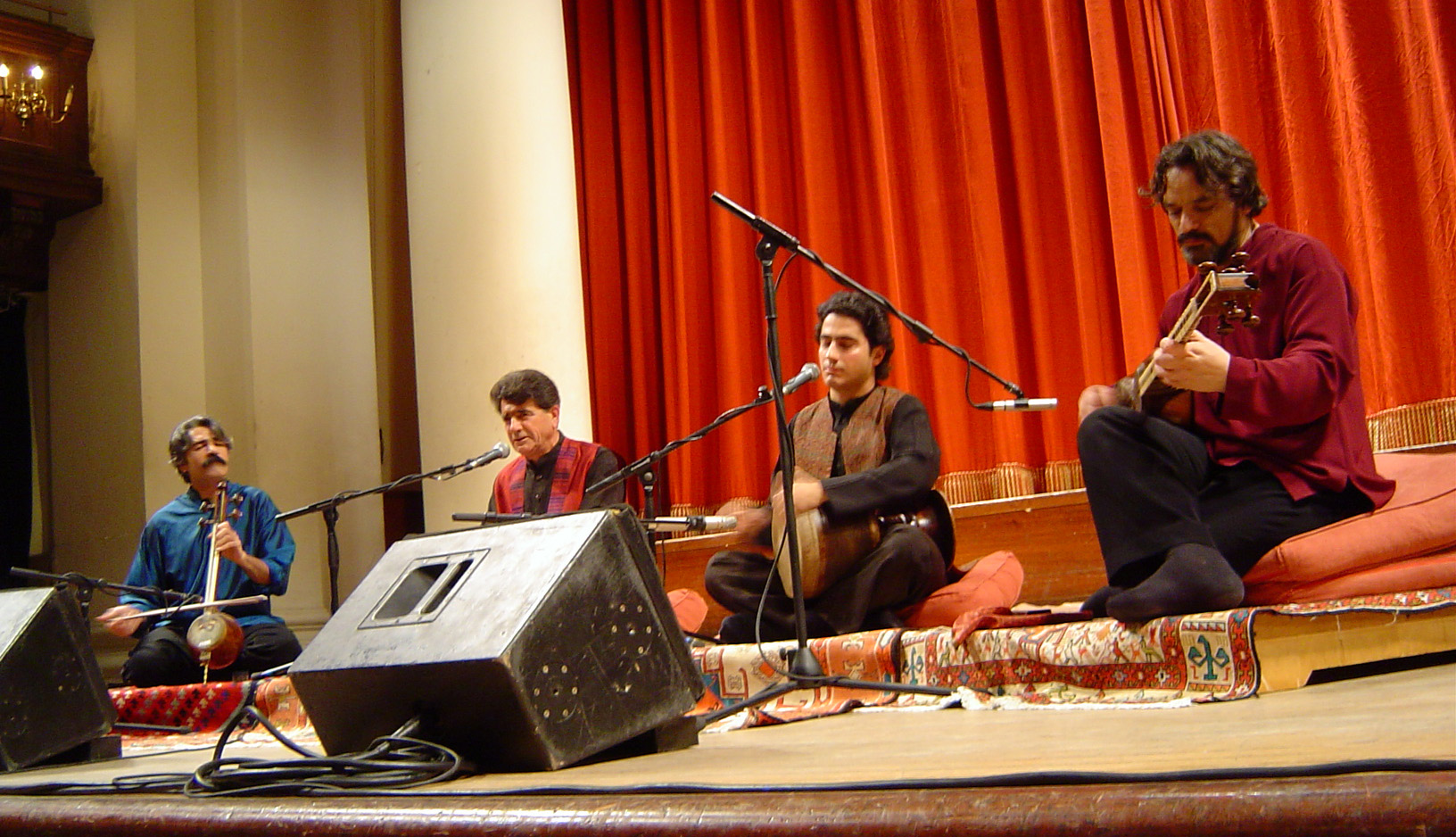
محمد رضا شجريان، حسين عليزاده، كيهان كلهر وهمايون شجريان في حفلة موسيقة بلندن.

## الجوائز
حاز كلهر باعتباره عضوا في فريق «طريق الحرير» على جائزة غرامي عام 2017 لألبوم sing me home.

## روابط خارجية
- كيهان كلهر على موقع IMDb (الإنجليزية)
- كيهان كلهر على موقع ميوزك برينز (الإنجليزية)
- كيهان كلهر على موقع أول ميوزيك (الإنجليزية)
- كيهان كلهر على موقع ديسكوغز (الإنجليزية)